# Alessio II di Trebisonda
Alessio II di Trebisonda (in greco Αλέξιος Β΄ Μέγας Κομνηνός?, Alexios II Megas Komnēnos; 1282 – Trebisonda, 3 maggio 1330) è stato un imperatore bizantino dell'Impero di Trebisonda dal 1297 al 1330. Egli era il figlio maggiore di Giovanni II di Trebisonda e di Eudocia Paleologa, e usò anche il nome Paleologo.

## Biografia
Salì al trono all'età di quattordici anni dopo la morte di suo padre. Governò sotto la tutela dello zio, l'imperatore bizantino Andronico II Paleologo. Quest'ultimo voleva sposare il suo nipote ad una giovane figlia del funzionario di corte Niceforo Cumno, ma Alessio senza chiedere il permesso sposò una principessa iberica, Jiajak Jaqeli, figlia di Beka I Jaqeli, atabeg di Samtskhe-Javakheti intorno al 1300. Andronico si appellò alla Chiesa per l'annullamento del matrimonio, ma il patriarca si rifiutò di esaudirlo, per il fatto che la moglie del giovane era già incinta. La madre di Alessio, Eudocia, che era tornata a Trebisonda con il pretesto di indurre il figlio a sciogliere il matrimonio, gli consigliò di tenere la moglie iberica.
Dopo essersi liberato della tutela di Andronico II, Alessio dimostrò di essere un sovrano abile ed energico, e sotto il suo regno l'impero di Trebisonda raggiunse il culmine della sua prosperità.
Nel 1301 o 1302 sconfisse i Turkmeni invasori, che dopo aver conquistato la provincia di Chalybia, erano penetrati profondamente nel territorio di Trebisonda per saccheggiare Kerasous, la seconda città più importante dell'impero. Egli catturò i loro generali e costruì un forte sul mare per assicurarsi il possesso della città.
Un altro problema era costituito dalla Repubblica di Genova, che aveva stabilito un virtuale monopolio economico nella zona del Mar Nero con il trattato di Ninfeo stipulato con Michele VIII Paleologo nel 1261. Il loro insediamento a lungo termine a Daphnous, la periferia costiera ad est di Trebisonda, divenne più ampio ed i mercanti genovesi si rifiutano di consentire ai funzionari doganali dell'imperatore di ispezionare le loro merci. Dopo che Alessio rifiutò le richieste genovesi di ulteriori concessioni fatte nel 1306, e minacciarono di lasciare Trebisonda. Quando l'imperatore chiese il pagamento delle tariffe doganali per le merci che portavano con loro, essi rifiutarono ed egli li attaccò con i suoi mercenari georgiani. Anche se le truppe dell'imperatore ebbero successo, i genovesi diedero fuoco alla periferia di Trebisonda e danneggiarono gran parte della loro proprietà e di quelle dei cittadini. Alla fine le due parti giunsero ad un accordo,  confermato da un trattato del 1314 e uno del 1316.
Questo non mise completamente fine alle tensioni tra i genovesi e l'imperatore di Trebisonda. Così, nel 1319 questi concluse un trattato con i veneziani, i principali avversari dei genovesi, concedendo loro gli stessi privilegi che avevano i genovesi, purché pagassero le loro quote.
I guai per l'impero vennero anche dai pirati dell'Emirato di Sinop, i cui obiettivi erano i commercianti cristiani, tra cui i genovesi. I pirati osarono attaccare la stessa Trebisonda, saccheggiando la periferia. Allo scopo di proteggere il suo popolo da questi predoni, Alessio costruì dighe nel porto della città nel 1324. Aveva già organizzato una forza di polizia, a guardia della città di notte, più di un decennio prima.
Così come suo padre prima di lui, anche Alessio II fu convinto dal Papa a convertirsi al cattolicesimo. La lettera venne inviata da Giovanni XXII nel 1329, ma cinque mesi dopo, il 3 maggio 1330, dopo 33 anni di regno, l'imperatore morì ed il regno passò al suo figlio maggiore, Andronico.

## Famiglia
Alessio e Jiajak Jaqeli ebbero almeno sei figli:
1. Andronico III, imperatore di Trebisonda 1330-1332.
2. Basilio, imperatore di Trebisonda 1332-1340.
3. Michale Anachoutlous, ucciso da suo fratello Andronico III nel 1330.
4. George Achpougas, ucciso da suo fratello Andronico III nel 1330.
5. Anna Anachoutlou, suora, divenuta imperatrice di Trebisonda 1341-1342.
6. Eudocia, potrebbe aver sposato Adil beg ibn Yakub Kandaride.

## Ascendenza
|                           |                     |                              | Genitori          |  |  | Nonni |  |  | Bisnonni                |  |  | Trisnonni       |  |
|                           |                     |                              |                   |  |  |       |  |  | Alessio I di Trebisonda |  |  | Manuele Comneno |  |
|                           |                     |                              |                   |  |  |       |  |  | Alessio I di Trebisonda |  |  | Manuele Comneno |  |
|                           |                     | Rusudan                      |                   |  |  |       |  |  | Alessio I di Trebisonda |  |  |                 |  |
| Manuele I di Trebisonda   |                     |                              |                   |  |  |       |  |  | Alessio I di Trebisonda |  |  |                 |  |
|                           |                     | Teodora Axuchina             | …                 |  |  |       |  |  |                         |  |  |                 |  |
|                           |                     | Teodora Axuchina             | …                 |  |  |       |  |  |                         |  |  |                 |  |
|                           |                     | Teodora Axuchina             | …                 |  |  |       |  |  |                         |  |  |                 |  |
| Giovanni II di Trebisonda |                     | Teodora Axuchina             |                   |  |  |       |  |  |                         |  |  |                 |  |
|                           |                     | …                            | …                 |  |  |       |  |  |                         |  |  |                 |  |
|                           |                     | …                            | …                 |  |  |       |  |  |                         |  |  |                 |  |
|                           |                     | …                            | …                 |  |  |       |  |  |                         |  |  |                 |  |
| Irene Siricena            |                     | …                            |                   |  |  |       |  |  |                         |  |  |                 |  |
|                           |                     | …                            | …                 |  |  |       |  |  |                         |  |  |                 |  |
|                           |                     | …                            | …                 |  |  |       |  |  |                         |  |  |                 |  |
|                           |                     | …                            | …                 |  |  |       |  |  |                         |  |  |                 |  |
| Alessio II di Trebisonda  |                     | …                            |                   |  |  |       |  |  |                         |  |  |                 |  |
|                           | Andronico Paleologo | Alessio Paleologo            |                   |  |  |       |  |  |                         |  |  |                 |  |
|                           | Andronico Paleologo | Alessio Paleologo            |                   |  |  |       |  |  |                         |  |  |                 |  |
|                           | Andronico Paleologo | Irene Comnena                |                   |  |  |       |  |  |                         |  |  |                 |  |
| Michele VIII Paleologo    | Andronico Paleologo |                              |                   |  |  |       |  |  |                         |  |  |                 |  |
|                           |                     | Teodora Angelina Paleologina | Alessio Paleologo |  |  |       |  |  |                         |  |  |                 |  |
|                           |                     | Teodora Angelina Paleologina | Alessio Paleologo |  |  |       |  |  |                         |  |  |                 |  |
|                           |                     | Teodora Angelina Paleologina | Irene Angelina    |  |  |       |  |  |                         |  |  |                 |  |
| Eudocia Paleologa         |                     | Teodora Angelina Paleologina |                   |  |  |       |  |  |                         |  |  |                 |  |
|                           |                     | …                            | …                 |  |  |       |  |  |                         |  |  |                 |  |
|                           |                     | …                            | …                 |  |  |       |  |  |                         |  |  |                 |  |
|                           |                     | …                            | …                 |  |  |       |  |  |                         |  |  |                 |  |
| Teodora Ducena Vatatzina  |                     | …                            |                   |  |  |       |  |  |                         |  |  |                 |  |
|                           |                     | …                            | …                 |  |  |       |  |  |                         |  |  |                 |  |
|                           |                     | …                            | …                 |  |  |       |  |  |                         |  |  |                 |  |
|                           |                     | …                            | …                 |  |  |       |  |  |                         |  |  |                 |  |
|                           |                     | …                            |                   |  |  |       |  |  |                         |  |  |                 |  |